# 그룸스시

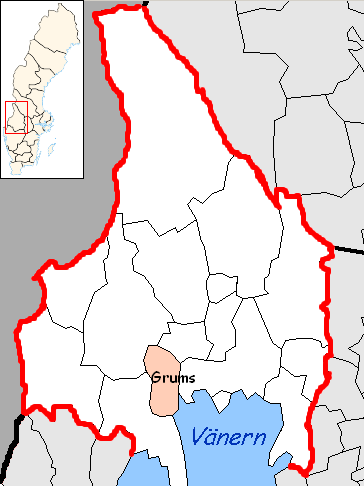
그룸스 시의 위치

그룸스시(스웨덴어: Grums kommun)는 스웨덴 베름란드주에 위치한 지방 자치체로 행정 중심지는 그룸스이며 면적은 478.82km2, 인구는 9,063명(2016년 12월 31일 기준), 인구 밀도는 19명/km2이다.

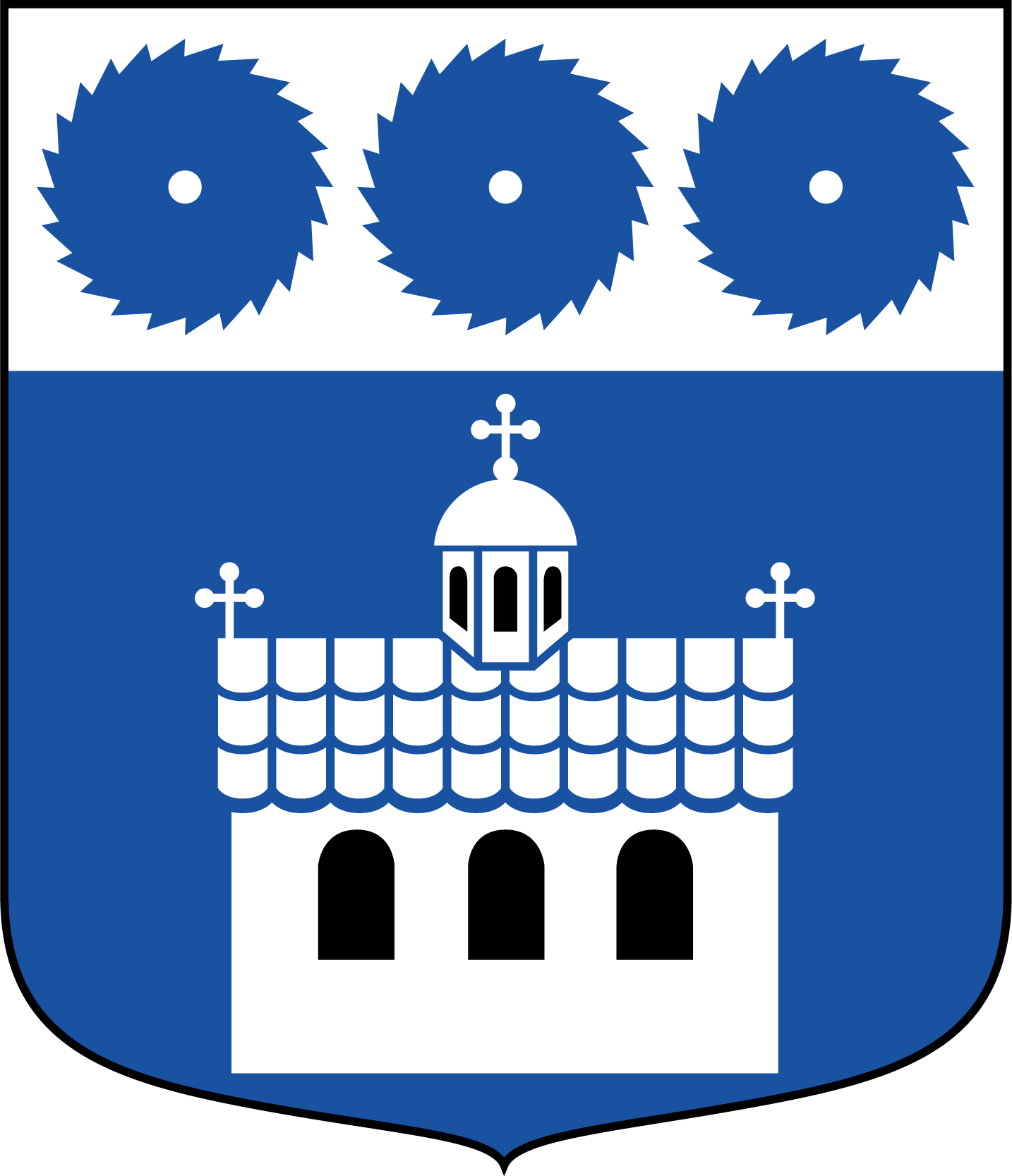
시 문장